# Ânderson Polga
Ânderson Corrêa Polga (* 9. února 1979, Santiago, Brazílie) je bývalý brazilský fotbalový obránce a reprezentant.
Vítěz MS 2002 v Japonsku a Jižní Koreji.
V Brazílii hrál za Grêmio Foot-Ball Porto Alegrense, odkud v létě 2003 odešel do portugalského klubu Sporting Lisabon. V roce 2012 se vrátil do Brazílie do SC Corinthians Paulista, kde ukončil kariéru.